# Iza (rivier)
De Iza is een 83 km lange rivier in de Maramureș, het noordwesten van Roemenië. Het is een zijrivier van de Tisza die ontspringt in het Rodnagebergte in de Oostelijke Karpaten. De rivier stroomt in noordwestelijke richting, parallel aan de Vișeu. De monding bevindt zich bij Sighetu Marmației, dat de enige stad aan de Iza is.
Vanuit het dal van deze rivier lopen verschillende wegen naar dat van de Vișeu. Daarnaast is er via het zijdal van de Cosau een verbinding met zuidwestelijk Maramureș (via de Gutinpas) en aan de bovenloop een met het dal van de Sălăuța (via de Setrefpas). Deze pas wordt ook gebruikt door de spoorlijn vanuit Cluj-Napoca naar Sighetu Marmației, die echter maar kort langs de Iza loopt en al snel de route via het Vișeu-dal kiest.
Het dal van de Iza is cultuurhistorisch van belang door de aanwezigheid van een groot aantal houten dorpskerken, die op de Werelderfgoedlijst van de UNESCO staan. Het bekendste exemplaar, de "Houten Kathedraal", is de Biserica din Şes in het plaatsje Ieud. Ook anderszins staan de bewoners van het Iza-dal bekend als kundige houtsnijders: de huizen hebben er veelal rijk gedecoreerde toegangspoorten. Hetzelfde geldt voor de dalen van de Cosau en de Măra, de beide zijrivieren die vlak voor Sighetu met de Iza samenkomen.